# Jeanie Bryson
Jeanie Bryson (* 10. März 1958 in New York City) ist eine US-amerikanische Jazz-Sängerin und die einzige Tochter der Jazz-Legende Dizzy Gillespie und der Songschreiberin Connie Bryson.
Bryson studierte Anthropologie an der Rutgers-Universität. Dort lernte sie auch den Jazz-Pianisten Kenny Barron kennen, der eine Professur an der Universität hatte und der sie in der Entwicklung ihrer Karriere als Jazz-Sänger unterstützte.
Sie tourte durch Nord- und Südamerika, Europa und Asien. Sie nahm mit mehreren bedeutenden Jazz-Musikern Alben auf und hat mittlerweile fünf Solo-Alben veröffentlicht.

## Diskografie
- Deja Blue, CD, Koch Jazz
- I Love Being Here With You, CD, Telarc Jazz
- Tonight I Need You So, CD, Telarc
- Some Cats Know, The Songs of Peggy Lee, CD, Telarc Jazz
- Live at the Warsaw Jazz Festival 1991, CD
- Geoff Keezer, Other Spheres Columbia/DIW 1991
- Larry Coryell, Fallen Angel CTI Records 1993
- Terence Blanchard The Billie Holiday Songbook Columbia Records 1994
- Grover Washington, Jr., All My Tomorows Columbia Records 1994
- Kevin Mahogany, You Got What It Takes Enja Records 1995
- Kenny Burrell, Live At The Blue Note Concord Jazz 1996
- Don Sebesky, I Remember Bill: A Tribute To Bill Evans BMG/RCA Victor 1998
- Scarlett Scarlett Scarlett Fever Records 1998
- The Salt Brothers The Right Move Sound Up Productions 2000